# Blattella belli
De Blattella belli is een insect uit de orde kakkerlakken en de familie Blattidae. De soort werd voor het eerst geldig gepubliceerd door L.M. Roth in 1985.